# ولسوالی شهرک
شهرک یکی از شهرستان های استان غور افغانستان به مرکزیت شهرک است. جمعیت آن در سال ٢۰٢۰ (میلادی) ۶٧٬۶٢٥ نفر اعلام شده‌است.
اکثر باشندگان این شهرستان را تاجیک ها تشکیل می دهند.